# Ivan Camilleri
Ivan Philip Camilleri (ur. 18 kwietnia 1969 w Sliema) – kanadyjski duchowny katolicki maltańskiego pochodzenia, biskup pomocniczy Toronto od 2021.

## Życiorys

### Prezbiterat
Święcenia kapłańskie otrzymał 12 maja 2007 i został inkardynowany do archidiecezji Toronto. Po dwuletnim stażu wikariuszowskim odbył studia z zakresu prawa kanonicznego w Waszyngtonie. Po powrocie do diecezji został wicekanclerzem, a następnie kanclerzem kurii. Od 2013 wikariusz generalny archidiecezji.

### Episkopat
28 listopada 2020 papież Franciszek mianował go biskupem pomocniczym archidiecezji Toronto, ze stolicą tytularną Teglata in Numidia. Sakry biskupiej udzielił mu 25 stycznia 2021 kardynał Thomas Collins – arcybiskup Toronto.